# Carmen Butta
Carmen Butta (* 9. August 1962 in Mailand) ist eine deutsch-italienische Journalistin und Regisseurin.

## Leben
Carmen Butta wurde in Mailand geboren, wo sie auch aufwuchs. Mit 21 Jahren ging sie nach Hamburg, um Germanistik zu studieren. Seit 1987 arbeitet sie als freie Autorin, u. a. für GEO, Spiegel, stern, FAZ und das SZ-Magazin.
In Dokumentarfilmen beschäftigt sie sich mit verschiedenen gesellschaftlichen Themen wie Frauenemanzipation, Mafia und Transsexuellen in verschiedenen Ländern der Welt.
1996 erhielt sie den 3. Preis des Joseph-Roth-Preises für Publizistik. Für ihre Arbeit Das Wispern im Palazzo im GEO Special wurde sie 1997 mit dem Egon-Erwin-Kisch-Preis ausgezeichnet.

## Filmographie (Auswahl)
Butta hat zahlreiche Fernsehdokumentationen und Magazinbeiträge für NDR, ZDF, Zeit TV, und für das Auslandsjournal verfasst, meist als Regisseurin:
- Mafia: Ein Ehrenmann packt aus, stern TV reportage (1998)

„Höllenzug über den Wolken“, Geo Dokumentation, Premiere 1998
- 360° – die GEO-Reportage auf Arte: Die mächtigen Frauen von Juchitan (1999), Casino der Häuptlinge (2000), Die Fischer vom Rio Negro (2001)
- Um Kopf und Kragen – Das entwendete Leben des Staatsanwalts Scarpinato, ZDF (2001)

Mumien im Ausverkauf (2002),
Palma Sola – Dorf hinter Gittern (2002)
„Mumien im Ausverkauf“, 360° – Die GEO-Reportage, Arte 2002
"Das gestohlene Leben eines Mafiajägers". Ein Film von Carmen Butta (2002, ZDF)
- Schweigen, Blut und Ehre – Die Musik der Mafia, SWR (2003)

- Gequältes Paradies in der Reihe Länder, Menschen, Abenteuer des SWR (2004)

In acht Meilen um die Welt (2004)
"Kap in Angst", ZDF 2004
„In acht Meilen um die Welt“, 360° – Die GEO-Reportage, Arte 2004
- 360° – die GEO-Reportage auf Arte:  "Churubamba: Frauen am Ball", (2006)

## Veröffentlichungen (Auswahl)
- Jetzt gehörst du nicht mehr dieser Welt – Reportagen über die Mafia. Hirzel Verlag, Stuttgart 1999, ISBN 3-7776-0936-6.
- Südsee – Beiträge zu GEO Special Nr. 2. Gruner und Jahr, Hamburg 2000, ISBN 3-570-19227-X.
- Karibik – Beiträge zu GEO Special Nr. 6. Gruner und Jahr, Hamburg 2000, ISBN 3-570-19231-8.

## Auszeichnungen
- 2010: Adolf-Grimme-Preis zusammen mit René Dame für die Reportage Die Bambusbahn von Kambodscha[4]
- 2017: Bayerischer Fernsehpreis mit Gabriele Riedle, als Autorinnen der Dokumentation Die heimliche Revolution – Frauen in Saudi-Arabien (ZDF)